# Йенсен, Бо
Бо Йе́нсен (дат. Bo Jensen; род. 2 февраля 1976, Копенгаген) — датский кёрлингист.
В составе мужской сборной Дании участник зимних Олимпийских игр 2010 года (заняли девятое место); участник восьмии чемпионатов мира (лучший результат — пятое место в 2002 и 2010), пяти чемпионатов Европы (лучший результат — серебряные призёры в 1999). Восьмикратный чемпион Дании среди мужчин. В составе юниорской мужской сборной участник трёх юниорских чемпионатов мира (лучший результат — восьмое место в 1994 и 1995). Трёхкратный чемпион Дании среди юниоров.
В «классическом» кёрлинге (команда из четырёх человек одного пола) в основном играет на позициях второго и первого.

## Достижения
- Чемпионат Европы по кёрлингу: серебро (1999), бронза (2007).
- Чемпионат Дании по кёрлингу среди мужчин: золото (2001, 2004, 2005, 2007, 2008, 2009, 2010, 2015), бронза (2014).
- Чемпионат Дании по кёрлингу среди юниоров: золото (1994, 1995, 1996).

## Команды
| Сезон   | Четвёртый         | Третий           | Второй                | Первый                | Запасной                                     | Турниры                                                |
| ------- | ----------------- | ---------------- | --------------------- | --------------------- | -------------------------------------------- | ------------------------------------------------------ |
| 1993—94 | Йонни Фредериксен | Кеннет Хертсдаль | Ларс Виландт          | Бо Йенсен             | Lars Nissen                                  | ЧДЮ 1994 · ЧМЮ 1994 (8 место)                          |
| 1994—95 | Йонни Фредериксен | Бо Йенсен        | Ларс Виландт          | Lars Nissen           |                                              | ЧДЮ 1995 · ЧМЮ 1995 (8 место)                          |
| 1995—96 | Йонни Фредериксен | Бо Йенсен        | Ларс Виландт          | Lars Nissen           | Каспер Викстен                               | ЧДЮ 1996 · ЧМЮ 1996 (9 место)                          |
| 1999—00 | Ульрик Шмидт      | Лассе Лаурсен    | Брайан Хансен         | Карстен Свенсгор      | Бо Йенсен тренер: Билл Кэри                  | ECC 1999                                               |
| 2000—01 | Йонни Фредериксен | Хенрик Якобсен   | Ларс Виландт          | Бо Йенсен             | Герт Ларсен тренер: Олле Брудстен (ЧМ)       | ЧДМ 2001 · ЧМ 2001 (10 место)                          |
| 2001—02 | Ульрик Шмидт      | Лассе Лаурсен    | Карстен Свенсгор      | Бо Йенсен             | Джоэл Островски тренер: Олле Брудстен        | ЧМ 2002 (5 место)                                      |
| 2003—04 | Йонни Фредериксен | Ларс Виландт     | Бо Йенсен             | Кеннет Дауке Андерсен | Хенрик Якобсен                               | ЧДМ 2004                                               |
| 2003—04 | Йонни Фредериксен | Ларс Виландт     | Кеннет Дауке Андерсен | Бо Йенсен             | Хенрик Якобсен                               | ЧМ 2004 (8 место)                                      |
| 2004—05 | Йонни Фредериксен | Ларс Виландт     | Бо Йенсен             | Кеннет Дауке Андерсен | Хенрик Якобсен                               | ЧДМ 2005                                               |
| 2004—05 | Йонни Фредериксен | Ларс Виландт     | Кеннет Хертсдаль      | Бо Йенсен             | Иван Фредериксен тренер: Рене Арнсфельт      | ЧМ 2005 (11 место)                                     |
| 2005—06 | Йонни Фредериксен | Ларс Виландт     | Кеннет Хертсдаль      | Бо Йенсен             |                                              |                                                        |
| 2006—07 | Йонни Фредериксен | Ларс Виландт     | Бо Йенсен             | Кеннет Хертсдаль      | Иван Фредериксен тренер: Рене Арнсфельт (ЧМ) | ЧЕ 2006 (8 место) · ЧДМ 2007 · ЧМ 2007 (11 место)      |
| 2007—08 | Йонни Фредериксен | Ларс Виландт     | Бо Йенсен             | Кеннет Хертсдаль      | Миккель Поульсен тренер: Ульрик Шмидт        | ЧЕ 2007                                                |
| 2007—08 | Йонни Фредериксен | Ларс Виландт     | Кеннет Хертсдаль      | Бо Йенсен             | Ульрик Шмидт                                 | ЧДМ 2008                                               |
| 2007—08 | Йонни Фредериксен | Ларс Виландт     | Бо Йенсен             | Ульрик Шмидт          | Миккель Поульсен тренер: Джон Хелстон        | ЧМ 2008 (9 место)                                      |
| 2008—09 | Йонни Фредериксен | Ларс Виландт     | Кеннет Хертсдаль      | Бо Йенсен             | Ульрик Шмидт                                 | ЧДМ 2009                                               |
| 2008—09 | Йонни Фредериксен | Ульрик Шмидт     | Бо Йенсен             | Ларс Виландт          | Миккель Поульсен тренер: Джеймс Драйбур      | ЧЕ 2008 (5 место) ЧМ 2009 (7 место)                    |
| 2009—10 | Йонни Фредериксен | Ларс Виландт     | Кеннет Хертсдаль      | Бо Йенсен             | Ульрик Шмидт                                 | ЧДМ 2010                                               |
| 2009—10 | Йонни Фредериксен | Ульрик Шмидт     | Бо Йенсен             | Ларс Виландт          | Миккель Поульсен тренер: Джеймс Драйбур      | ЧЕ 2009 (7 место) ЗОИ 2010 (9 место) ЧМ 2010 (5 место) |
| 2012—13 | Бо Йенсен         | Кеннет Хертсдаль | Poul-Erik Nielsen     | Ole de Neergaard      |                                              | ЧДМ 2013 (5 место)                                     |
| 2013—14 | Бо Йенсен         | Кеннет Хертсдаль | Mikkel Sand           | Jorgen Larsen         |                                              | ЧДМ 2014                                               |
| 2014—15 | Йонни Фредериксен | Бо Йенсен        | Ларс Виландт          | Кеннет Хертсдаль      |                                              | ЧДМ 2015                                               |

(скипы выделены полужирным шрифтом)